# 旷伏兆
旷伏兆（1914年1月27日—1996年6月4日），江西省永新县人，中国人民解放军中将，1955年获二级八一勋章、一级独立自由勋章、一级解放勋章。1988年获一级红星功勋荣誉章。